# Ejido El Bajío
El ejido El Bajío de Caborca, oficialmente Heroica Caborca (del idioma pima alto Cabota: “Corita boca abajo”), es un ejido ubicado en el noroeste del estado de Sonora, entre los municipios de Caborca y Puerto Peñasco, cerca del Gran Desierto.

## Ubicación geográfica
El Bajío de Caborca se encuentra a una longitud 31° 03' 6.1", y una altitud -112° 56' 17.6", Altitud 51 metros sobre el nivel del mar.

## Historia

### Primeros habitantes
En la época precolonial, la ciudad de Caborca fue habitada por grupos indígenas de la cultura Hohokam, quienes desaparecieron de la región a mediados del siglo XV. Luego de que los Hohokam desaparecieran, la región fue habitada por el pueblo Pima, quienes se hacían llamar a sí mismos como los Tohono O’odham (gente del desierto) o también llamados pápagos. 
Los Tohonos O’odham no viven juntos en comunidad en un territorio rural definido, ya que la comunidad pápago se encuentra distribuida en las localidades de Las Norias, Pozo Verde, y El Bajío; donde se encuentra la mayor concentración de tohonos. Los primeros tohonos que habitaron en el ejido El Bajío provenían del sur del país.

### Constitución del ejido
El ejido El Bajío fue constituido el 20 de agosto del año 1971, a partir de la resolución firmada por el expresidente mexicano Luis Echeverría. Dicha resolución amparó una propiedad social de más de 21 mil  39 hectáreas, las cuales se otorgaron a 77 personas. 

### Conflicto por el territorio
Desde el año 2009, los ejidatarios de El Bajío y la Minera Penmont filial de la empresa Fresnillo PLC, se encuentran en conflicto por el territorio donde se encuentra la mina Dipolos y una extensión de la mina La Herradura.

## Autoridades locales
De acuerdo con datos del Instituto Nacional de Estadística y Geografía (INEGI), el ejido El Bajío no cuenta con alguna autoridad municipal, son Baldomero Flores Zamarripa, Bartolo Pacheco Santiago y Manuel de Jesús Hernández Collazo el comisariado ejidal del Ejido El Bajío.
El 30 de abril del 2021 se reportó a las autoridades el hallazgo de los cuerpos del expresidente ejidal José de Jesús Robledo Cruz y su esposa María de Jesús Gómez Vega,  Férreos defensores del territorio que minera Penmont ha tratado de despojar por décadas. 

## Principales productos y servicios

### Minería
La localidad de Caborca es uno de los lugares más activos en cuanto a actividad minera, ya que en los territorios de Puerto Peñasco y El Bajío se encuentra la mayor concentración de oro del estado de Sonora.
En El Bajío de Caborca se encuentra una de las principales minas de oro a cielo abierto del país. La Herradura, inició sus operaciones en 1997, cuenta con una superficie de 800 mil hectáreas y una profundidad de 80 metros al nivel del mar. 

## Clima
El clima de El Bajío, al igual que en toda la ciudad de Caborca, es un clima seco semi cálido extremoso, en los meses de junio a septiembre, se alcanza una temperatura media máxima mensual de 40.9 °C; de 12.4 °C del mes de diciembre a enero. con una temperatura media anual de 32.2 °C.
El periodo de lluvias se presenta en la temporada de verano, en los meses de julio y agosto, con una precipitación anual de 164 milímetros. 
| Parámetros climáticos promedio de Caborca          |     |     |     |     |     |     |     |     |     |     |     |     |       |
| Mes                                                | Ene | Feb | Mar | Abr | May | Jun | Jul | Ago | Sep | Oct | Nov | Dic | Anual |
| Temperatura máxima media (°C)                      | 17  | 19  | 23  | 28  | 33  | 35  | 36  | 36  | 31  | 30  | 24  | 19  | 34    |
| Temperatura mínima media (°C)                      | 4   | 3   | 4   | 7   | 11  | 16  | 17  | 18  | 16  | 11  | 5   | 0   | 8     |
| Precipitación total (mm)                           | 18  | 15  | 3   | 7   | 4   | 8   | 94  | 81  | 22  | 8   | 9   | 18  | 287   |
| Fuente: Ayuntamiento del estado de Heroica Caborca |     |     |     |     |     |     |     |     |     |     |     |     |       |

## Demografía
El último censo realizado por el INEGI en el año 2020, el ejido El Bajío cuenta con 56 habitantes, contando con 16 viviendas habitadas.
| Características de la población | Total |
| De 0 a 14 años                  | 15    |
| De 15 a 64 años                 | 33    |
| De 60 a 64                      | 5     |
| De 65 y más                     | 2     |
| Con discapacidad                | 1     |

### Fiestas, danzas y tradiciones
En el centro ceremonial del ejido El Bajío, en el plenilunio del mes de julio de cada año se realiza el festival La Viíkita; realizado en honor al dios I’itoi “el hermano mayor”.

### Danzas
Los tohonos realizan danzas para agradecer a I’itoi por la naturaleza, la creación y la vida que les brinda, y para que I’itoi los siga bendiciendo.